# Gustave Zédé (sous-marin)
Pour l’article homonyme, voir Gustave Zédé.

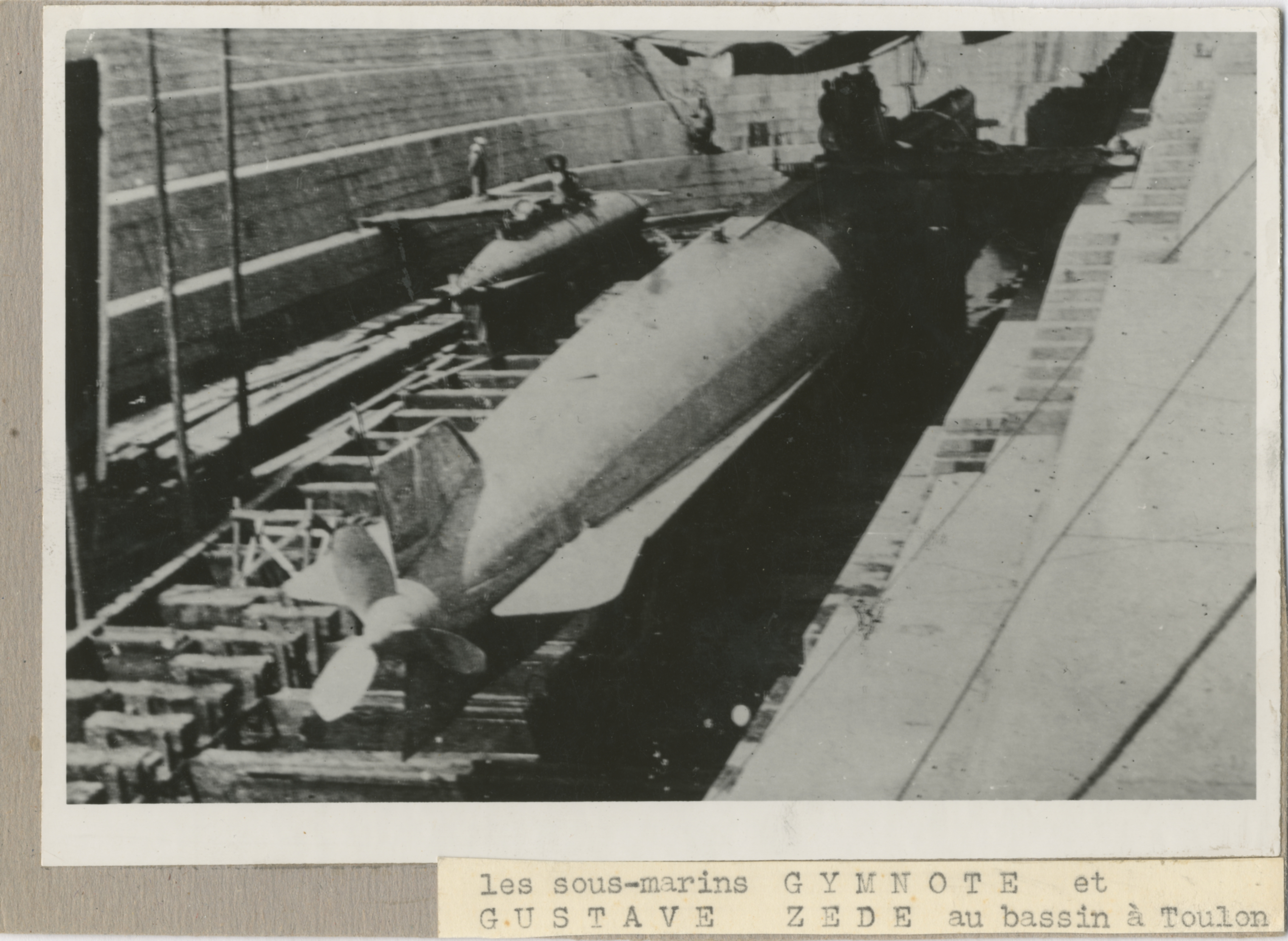
1895 - Les sous-marins Gymnote (gauche) et Gustave Zédé (droite) en cale sèche à Toulon

Le sous-marin Gustave Zédé est un bateau d'attaque torpilleur garde-côtes lancé en 1893, d’une longueur de 48,5 m pour un diamètre de 3,2 m et déplaçant 226 t pour une autonomie de 14 heures. La construction est ordonnée le 4 octobre 1890. Mis en chantier à Toulon l'année suivante et initialement nommé Sirène, il est rebaptisé Gustave Zédé le 1er mai 1891, pour honorer la mémoire du père du sous-marin, qui vient de décéder au cours d'une expérience de laboratoire.
Mis à flot le 1er juin 1893, il entre en service le 1er mai 1900 après une longue série d'essais.
Sa coque unique, en bronze "Roma", est censée mieux résister que l'acier puisque le matériau est plus souple, mais sa tenue en plongée est médiocre et une paire de barres centrales, ainsi qu’une barre avant, lui sont ajoutées à la suite de ses premiers essais en 1894. Dès lors, il est parfaitement stable et effectue plus de deux mille plongées sans incident.
Il est équipé d'un moteur électrique de 750 ch qui est censé lui permettre d'atteindre les 15 nd (soit 27,5 km/h environ). Cette vitesse ne sera jamais atteinte. Il établira sa vitesse maximale en 1905 avec 12,7 nd (soit 23,5 km/h).
Il sera équipé en 1897 d'un Tube lance-torpilles et réussira une série de lancements en 1898 contre le cuirassé Magenta, alors au mouillage aux Salins d'Hyères.

## Dates marquantes
- En novembre 1894, il débute ses essais.
- En 1897, il est équipé d’un tube lance-torpilles et à la capacité de recevoir 4 torpilles.
- En décembre 1898, il effectue un exercice d'attaque sur le Magenta aux Salins-d'Hyères.
- En avril 1901, en rade de Toulon, le Président de la République Émile Loubet effectue une plongée à son bord avec le ministre des Affaires étrangères à l'occasion d'une fête navale franco-italienne.
- En juillet 1901, il réussit à torpiller fictivement le cuirassé Charles Martel.
- Le 24 avril 1902 à 13 h 30, il s’échoue en sortant du port de Porquerolles. Il regagnera Toulon sans dégât.
- En 1905, il atteint une vitesse maximale de 12,7 nd.
- Le 9 août 1909, il est rayé des listes de la flotte et sa coque aurait été vendue pour démolition à monsieur Bénédic le 2 août 1911 à Toulon[réf. nécessaire].